# Замошье (Можайский район)
Замошье — деревня в Можайском районе Московской области в составе Порецкого сельского поселения. Численность постоянного населения по Всероссийской переписи 2010 года — 10 человек. До 2006 года Замошье входило в состав Порецкого сельского округа.
Деревня расположена на северо-западе района, недалеко от границы со Смоленской областью, примерно в 45 км от Можайска, на правом берегу реки Песочня (левый приток Москва-реки), высота центра над уровнем моря 219 м. Ближайшие населённые пункты — Заполье на противоположном берегу реки и Махово в 1,5 км на восток.